# Heinrich XXXVII. Reuß zu Köstritz

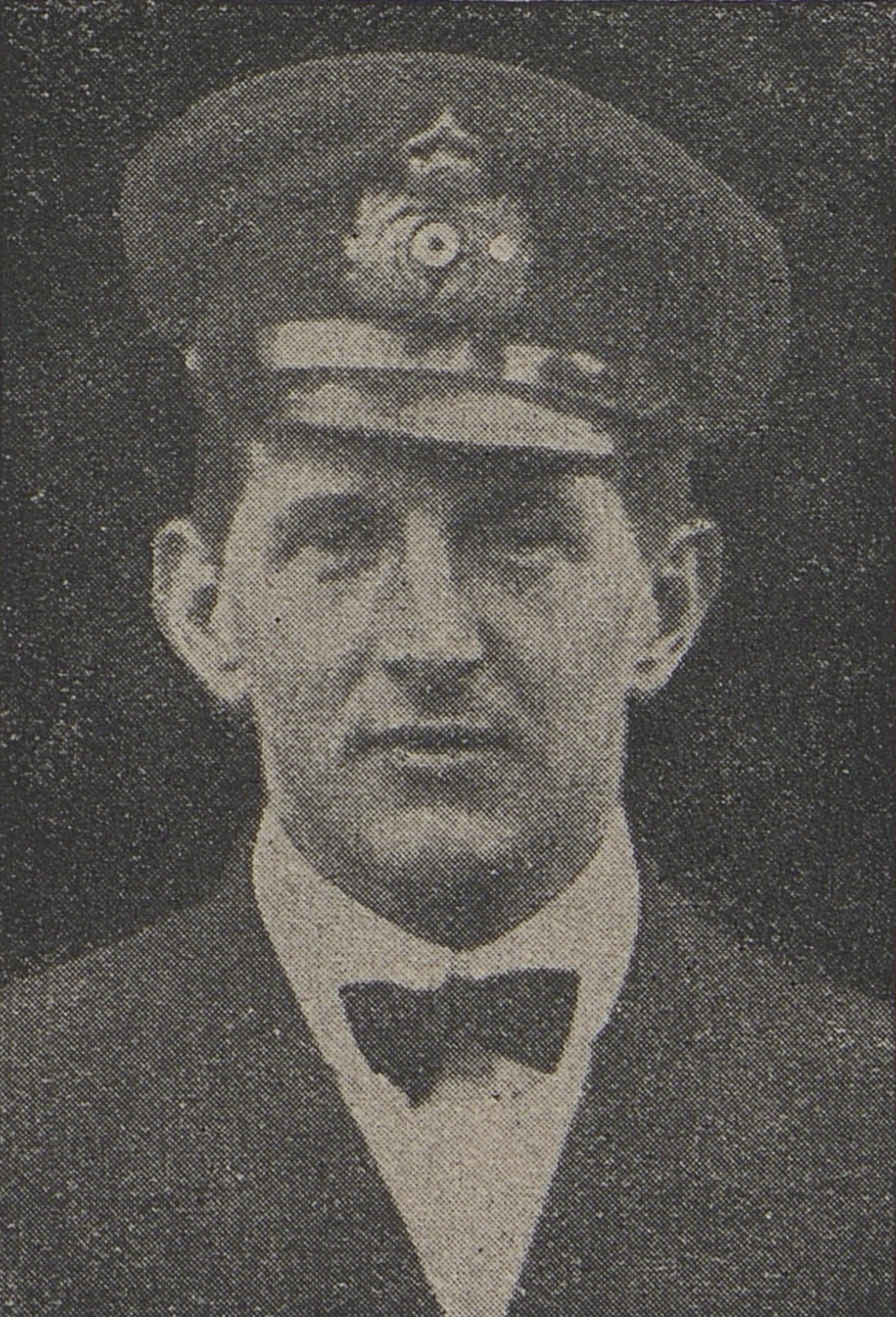
Prinz Heinrich XXXVII. Reuß im Ersten Weltkrieg

Heinrich XXXVII. Prinz Reuß zu Köstritz (* 1. November 1888 in Ludwigslust; † 9. Februar 1964 in Garmisch-Partenkirchen) war ein deutscher Marineoffizier und Generalleutnant der Luftwaffe im Zweiten Weltkrieg.

## Familie
Heinrich XXXVII. entstammte der Linie Reuß zu Schleiz-Köstritz des regierenden Herrscherhauses Reuß jüngerer Linie. Er war der Sohn von Heinrich XVIII. Reuß zu Köstritz (1847–1911) und dessen Ehefrau Charlotte Herzogin von Mecklenburg [-Schwerin] (* 7. November 1868; † 20. Dezember 1944), Tochter von Herzog Wilhelm zu Mecklenburg (1827–1879) und seiner Frau Prinzessin Alexandrine von Preußen (1842–1906). Er hatte zwei jüngere Geschwister, Heinrich XXXVIII. (1889–1918) und Heinrich XLII. (1892–1949).

## Militärkarriere
Prinz Heinrich XXXVII. war in verschiedenen Beamten- und Militärfunktionen tätig. Am 22. März 1907 trat er der Kaiserlichen Marine bei. Ab dem 30. September 1911 diente er als zweiter Torpedo-Offizier auf dem schweren Großer Kreuzer Moltke und ab dem 27. September 1913 als Kompaniechef des 1. Bataillons der Marineartillerie. Während des Ersten Weltkrieges befehligte er von August 1914 bis Januar 1915 den Zerstörer T-60 und danach die Torpedobatterie in den Dardanellen. Von April bis Mai 1917 absolvierte er eine U-Boot-Offiziersschulung. Er befehligte die U-Boote U-28 (ab 1. Oktober 1916), UC-54 (10. Mai 1917–21. Mai 1918) und UB-130 (28. Juni–11. November 1918). Während dieser Zeit versenkten die von ihm kommandierten Einheiten 14 (35262 BRT) feindliche Schiffe und beschädigten 2 (9401 BRT). Er war Leutnant zur See und Kapitänleutnant.
Er war als Generalleutnant der Luftwaffe im Zweiten Weltkrieg. Es wurde ihm die Spange zum Eisernen Kreuz 2. Klasse und die Spange zum Eisernen Kreuz 1. Klasse verliehen.

## Ehen und Nachkommen
Prinz Heinrich XXXVII. hat zweimal geheiratet. Am 14. November 1922 heiratete er in Berlin Friedel Mijotki (* 25. September 1891; † 2. Oktober 1957). Die Ehe wurde 1930 in Berlin geschieden.
Am 7. August 1933 heiratete in Garmisch-Partenkirchen Stefanie Clemm von Hohenberg (* 25. Dezember 1900; † 10. Februar 1990), Tochter von Carl Gustav Clemm von Hohenberg, Großherzoglich hessischer Kabinettssekretär und Geheimer Regierungsrat a. D. Prinz Heinrich und Stefanie hatten zwei Kinder:
- Heinrich XI. Licco (* 28. August 1934 in Berlin),
- Marianne Charlotte Katharina Stefanie (* 29. Juli 1936 in Berlin).